# Someday/Boys♥Girls
『Someday/Boys♥Girls』（サムデイ/ボーイズ アンド ガールズ）は、日本の女性歌手、倖田來未の30枚目のシングルである。2006年2月22日に発売。発売元はrhythm zone。

## 解説
12週連続シングルリリースの第12弾にして最終作・非5万枚限定生産作品。シングルジャケットイメージは日本。
12週連続シングルリリースの中で製作された12曲のミュージック・ビデオの中で、「Candy」「you」「feel」「Lies」、そして「Someday」の5曲にはストーリー性が持たれている。「Someday」は、「you」「feel」「Lies」での結末が描かれ、それぞれのミュージック・ビデオに出演した塚本高史、忍成修吾、尚玄も出演している。
「Boys♥Girls」は、2006年に公開された映画『ウォーターズ』の主題歌としても使用された。長らくアルバム未収録状態となっていたが、2021年にリリースされたオールタイムベストアルバム『BEST 〜2000-2020〜』のファンクラブ限定盤に初めて収録された。
本作がオリコン初登場3位を記録したことにより、12週連続シングル作品の全てがオリコントップ10入りを果たした。

## 収録曲
1. Someday [4:15]
作詞：Kumi Koda
作曲：Koutaro Egami
編曲：tasuku
2. Boys ♥ Girls [4:06]
作詞：Himari Michikawa
作曲・編曲：Hitoshi Shimono
3. Someday (Instrumental) [4:15]
4. Boys ♥ Girls (Instrumental) [4:09]

## タイアップ
- テレビ朝日系ドラマ「木曜ミステリー」『新・京都迷宮案内』主題歌 (#1)
- music.jp TVCMソング (#1)
- 映画『ウォーターズ』主題歌 (#2)

## 収録アルバム
- Someday
  - 『BEST 〜second session〜』
  - 『BEST 〜2000-2020〜』
- Boys ♥ Girls
  - 『BEST 〜2000-2020〜』(ファンクラブ限定盤)

## 収録ライブ映像
- Someday
  - 『BEST 〜second session〜 リリースパーティー』(LIVE TOUR 2005 〜first things〜 deluxe edition)
  - 『KODA KUMI LIVE TOUR 2006-2007 〜second session〜』
  - 『KODA KUMI PREMIUM LIMITED LIVE IN HALL IN YOKOHAMA ARENA』(Kingdom)
  - 『KODA KUMI LIVE TOUR 2008 〜Kingdom〜』
  - 『KODA KUMI LIVE TOUR 2009 〜TRICK〜』(メドレー)
  - 『Dream music park』(Dejavu、メドレー)
  - 『KODA KUMI 10th Anniversary 〜FANTASIA〜 in TOKYO DOME』(メドレー)
  - 『KODA KUMI Premium Night 〜Love & Songs〜』
  - Koda Kumi 15th Anniversary First Class 2nd LIMITED LIVE at STUDIO COAST』(WALK OF MY LIFE、ファンクラブ限定盤)
  - 『KODA KUMI 15th Anniversary LIVE The Artist』(メドレー)
  - 『KODA KUMI LIVE TOUR 2016 〜Best Single Collection〜』(メドレー)
  - 『KODA KUMI LIVE TOUR 2018 -DNA-』(メドレー)
    - 『KODA KUMI LIVE TOUR 2018 -DNA- [Bonus Footage]』(ファンクラブ限定盤)

  - 『billboard classics KODA KUMI Premium Symphonic Concert 2022 @festival hall』(WINGS)